# Forte de Santa Catarina das Mós

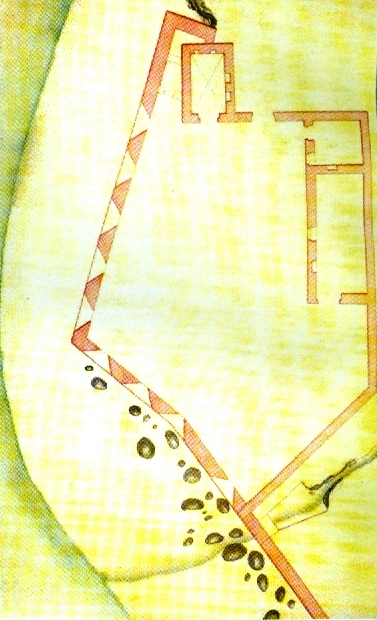
Forte da Casa de Santa Catarina (Francisco Xavier Machado, 1772, ANTT).

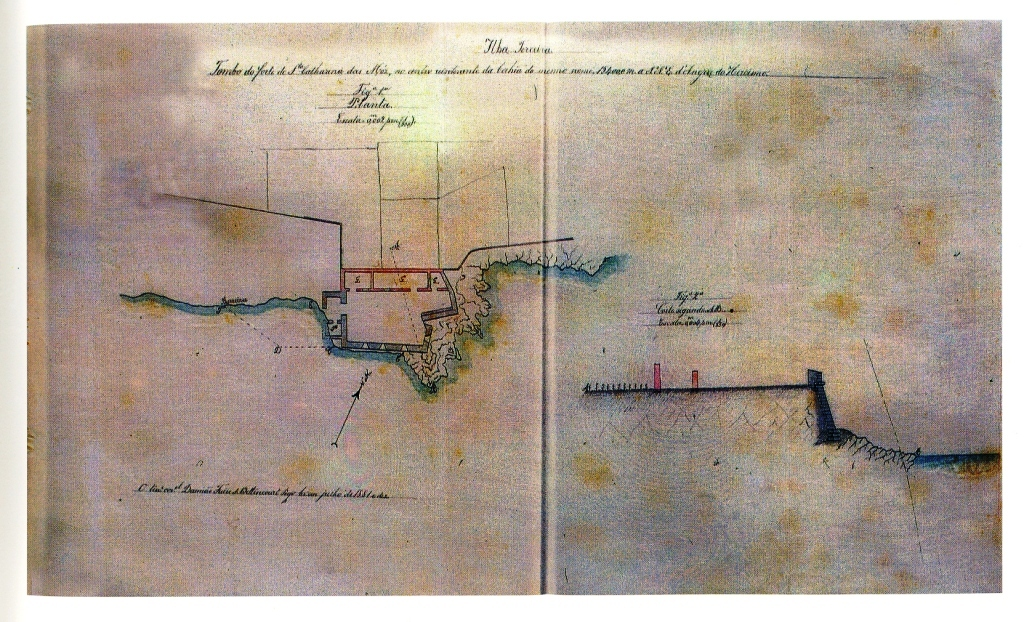
Planta do Forte de Santa Catarina das Mós (Damião Pego, Julho de 1881).

O Forte de Santa Catarina das Mós localiza-se na parte reentrante da baía das Mós, na freguesia da Vila de São Sebastião, concelho de Angra do Heroísmo, na costa sul da ilha Terceira, nos Açores.
Em posição dominante sobre este trecho do litoral, constituiu-se em uma fortificação destinada à defesa deste ancoradouro contra os ataques de piratas e corsários, outrora frequentes nesta região do oceano Atlântico. Cruzava fogos com o Forte da Greta, a oeste, e o Forte do Bom Jesus, a este.

## História
Foi uma das fortificações erguidas na Terceira no contexto da crise de sucessão de 1580 pelo então corregedor dos Açores, Ciprião de Figueiredo e Vasconcelos, conforme o plano de defesa da ilha elaborado por Tommaso Benedetto em 1567, após o ataque do corsário francês Pierre Bertrand de Montluc ao Funchal (outubro de 1566), intentado e repelido em Angra no mesmo ano (1566):
"Não havia naquele tempo [Crise de sucessão de 1580] em toda a costa da ilha Terceira alguma fortaleza, excepto aquela de S. Sebastião, posto que em todas as cortinas do sul se tivessem feito alguns redutos e estâncias, nos lugares mais susceptíveis de desembarque inimigo, conforme a indicação e plano do engenheiro Tomás Benedito, que nesta diligência andou desde o ano de 1567, depois que, no antecedente de 1566, os franceses, comandados pelo terrível pirata Caldeira, barbaramente haviam saqueado a ilha da Madeira, e intentado fazer o mesmo nesta ilha, donde parece que foram repelidos à força das nossas armas." 
A seu respeito, DRUMMOND registou:
"Dentro da baía, ou casa, das Mós, que é a mais profunda da ilha, e onde estão os ilhéus da Mina, bem conhecidos nas cartas marítimas, edificou-se o forte da Greta; e o de Santa Catarina, aos quais pela sua posição e construção bem podíamos chamar castelos; e se lhe fez uma forte muralha com que se fechou aquela cortina, como ainda hoje atestam os fortes vestígios ali existentes; e entre os ilhéus fez-se um baluarte, no lugar em que pelos anos em diante a Câmara de Angra mandou construir a fortaleza do Bom Jesus."
Tomou parte ativa nos combates do desembarque da Baía das Mós
No contexto da Guerra da Sucessão Espanhola (1702-1714) encontra-se referido como "A Fortaleza de Santa Catharina." na relação "Fortificações nos Açores existentes em 1710".
Com a instalação da Capitania Geral dos Açores, o seu estado foi assim reportado em 1767:
"10º - Forte de Santa Catharina. Foi todo feito de novo a fundamento, tem oito canhoneiras e cinco peças de ferro boas com os seus reparos capazes e precisa mais trez, com os seus reparos, e a sua plataforma precisa ser concertada e precisa para se guarnecer oito artilheiros e trinta e dois auxiliares."
Encontra-se referido como "Forte da Casa de Sta. Catarina (das Mós)" no relatório "Revista dos fortes e redutos da ilha Terceira", de Francisco Xavier Machado (1772).
Encontra-se referido como "9. Forte de S. Catharina na mesma Bahia [das Mós]" no relatório "Revista aos fortes que defendem a costa da ilha Terceira", do Ajudante de Ordens Manoel Correa Branco (1776), que apenas assinala: "(…) hé excellente. Tambem se acha redificado de novo, náo careçe de obra algua."
Dele existe alçado e planta ("Forte de Sta. Catharina") na "Colecção de Plantas e Alçados de 32 Fortalezas dos Açores, por Joze Rodrigo d'Almeida em 1806".
A "Relação" do marechal de campo Barão de Bastos em 1862 informa que se encontra "Em bom estado, menos o alojamento que carece de grandes concertos."
Ameaçado pela erosão marinha, em 1866 procedeu-se à construção de uma nova muralha para o defender. Veio a ser severamente danificado pelas grandes intempéries que assolaram a ilha em 1878 e 1879, que lhe solaparam os alicerces a ponto de derrocar-lhe os muros.
O tombo de 1881 encontrou-o em mau estado, sendo nele frisada a necessidade de urgentes obras de restauro.
Sem que as mesmas tivessem tido lugar, foi proposta a venda das suas cantarias embora existisse um parecer vinculado num tombo datado de Março de 1882 de que seria de toda a utilidade salvar o forte reconstruindo-se-lhe a muralha e passando a estabelecer o paiol numa das casas interiores, atendendo à importância estratégica da posição em que se encontrava.
Em nossos dias, apenas restam as ruínas desta estrutura, alguns restos das fundações e de uma pequena casa. São visíveis, sobre a praia e no mar, restos da muralha que foi derrubada da falésia devido à erosão. Subsistem ainda os os restos de três blocos fragmentados e um outro, de dimensões menores, onde persistem restos de argamassa. Os blocos de maior dimensão fazem parte da primeira camada de cantaria, à qual se seguem camadas de calhau rolado.

## Características
Do tipo abaluartado, apresentava planta poligonal orgânica, adaptada ao terreno em que se erguia, com uma área total construída de 415 metros quadrados.
As suas muralhas, em cantaria, eram primitivamente rasgadas por nove canhoneiras. O Tombo de 1881 indica-lhe apenas quatro e uma banqueta para fuzilaria. No seguimento das muralhas existiam trincheiras para fuzilaria, que comunicavam com as que vinham do Forte da Greta. Estas trincheiras foram construídas em barreiras de solo instável e de fácil erosão, razão pela qual desapareceram com correr dos anos.
Em seu interior erguia-se a casa da guarnição e, exteriormente, junto à muralha do lado oeste, o paiol de pólvora.